# Дидгори Медэвак
Дидгори Медэвак  (груз. დიდგორი მედევაკი) — бронированная медицинская машина из семейства бронемашин Дидгори, предназначена для вывоза раненых с поля боя.

## История создания
Бронемашина была разработана в 2015 году государственным военным научно-техническим центром Дельта. Производство медицинских машин AMEV, как и бронеавтомобилей Дидгори, организовано на производственной площадке находящегося под управлением НТЦ «Дельта» предприятия «Тбилавиамшени»

## Технические характеристики
Экипаж машины состоит из водителя, военврача и санитара, рассчитан на четыре лежачих раненых. Дидгори является чисто медицинской машиной и в ней врач может оказать раненому до приезда в госпиталь полноценную помощь, может быть подключена специальная медицинская аппаратура.
На Медэвак установлены системы GPS, видеокамеры переднего и заднего обзора с функцией ночного видения и светодиодной подсветкой.

## Броня
Бронирование обеспечивает круговой уровень баллистической защиты BR7+ по европейскому стандарту EN1063, защиту от огня из стрелкового оружия (Калашников, СВД) и осколков артиллерийских снарядов, используемая в конструкции бронемашины «Дельты» современная бронесталь выдерживает попадание бронебойной пули калибра 7,62x54 мм ( в базовом варианте уровень B7 рассчитан на остановку бронебойной пули калибра 7,62 × 51 мм НАТО с дистанции 10 м), дополнительно броневые панели установленные на Дидгори Медэвак при повреждении могут быть легко удалены или заменены.
Что касается противоминной защиты на официальном сайте производителя об этом нет информации, можно лишь предположить что медэвак имеет ту же защиту что и Дидгори 2 на базе которого она была спроектированана.

## Дополнительная информация
Государственный военный научно-технический центр «Дельта» министерства обороны Грузии в своём пресс-релизе от 27 января 2016 года подтвердил выигрыш тендера и заключение контракта на поставку министерству обороны Саудовской Аравии «более 100» бронированных медицинских эвакуационных машин Дидгори Медэвак на сумму 100 млн лари (около $45 млн). Первая партия из 12 построенных машин отправлена заказчику уже 30 января 2016 года.

## Модификации
- Didgori- 1 — Экипаж 8+1 (пулемётчик), V-образный
- Didgori-2 — Экипаж 6+3 (пулемётчик).

- Дидгори управления и связи - 28 января 2014 года на презентации в Тбилиси были представлены две машины
- Дидгори с ракетным модулем - один демонстрационный образец представлен 26 мая 2015 года на выставке в Тбилиси

- Didgori-3 - модель 2010 года, впервые представлена в мае 2012 года[7]
- Дидгори Медэвак - Бронированная медицинская машина (БММ)

## Эксплуатанты
- Грузия:
  - Сухопутные войска Грузии — официально не числится
- Саудовская Аравия:
  - Вооружённые силы Саудовской Аравии — будет 100 штук по завершении контракта